# Ник Џонсон
Ник Џонсон (енгл. Nic Johnson; 15. април 1983) професионални је амерички рагбиста и репрезентативац, који тренутно игра за Денвер барберијенсе. Његов стриц такође је био репрезентативац САД y рагбију. Био је у стартној постави САД на светском првенству 2011. Почео је да тренира рагби тек са 20 година. За репрезентацију САД дебитовао је у тест мечу 31. маја 2009. против Ирске. Играо је и за рагби 7 репрезентацију САД. Био је најбољи играч сезоне 2004-2005 у америчком клупском шампионату, када је играо за Глендејл репторсе. 